# مشعل‌های آزادی

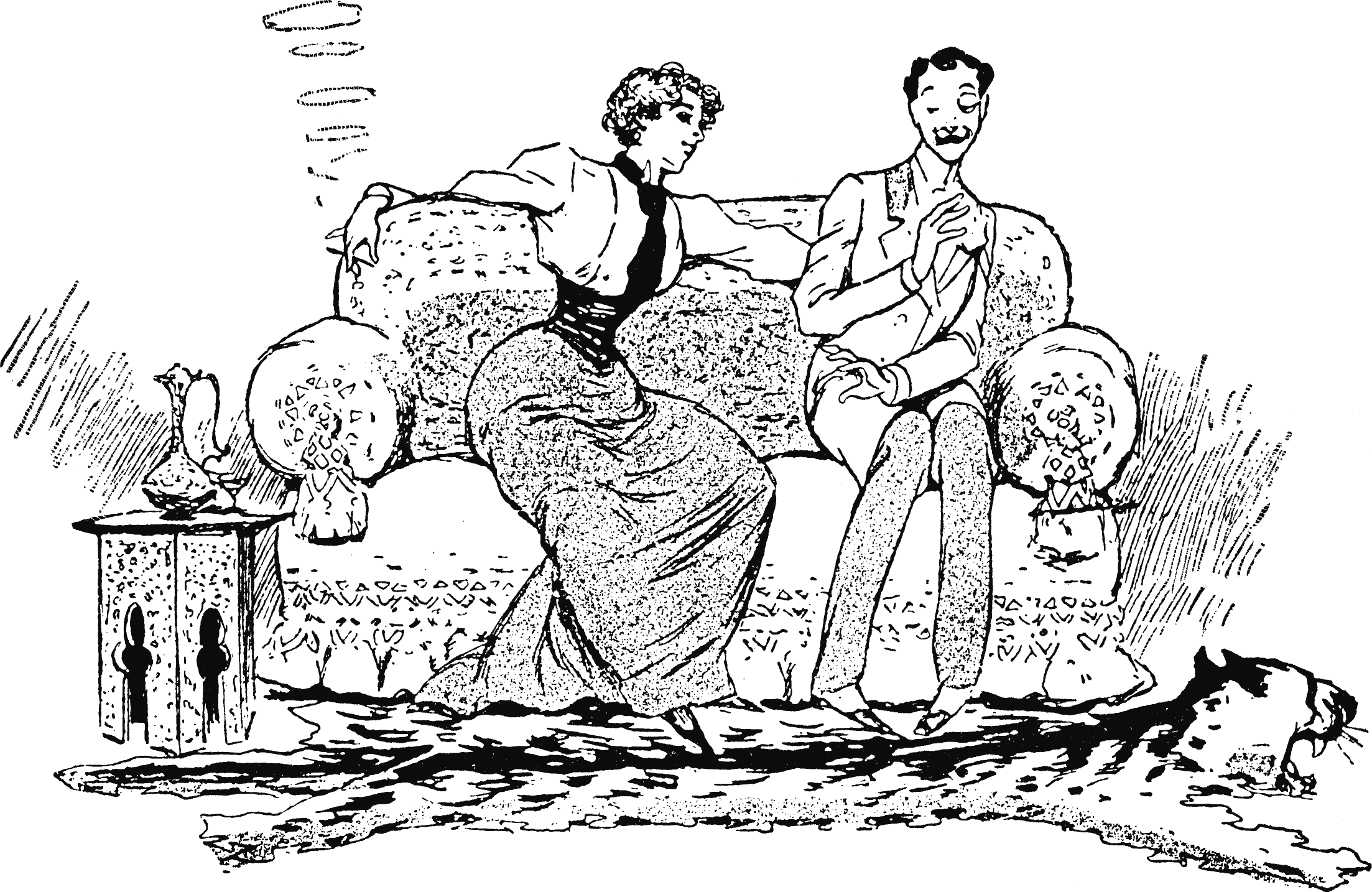
کمپین روابط عمومی «مشعل‌های آزادی» در سال ۱۹۲۹، سیگار کشیدن در ملأعام را با رهایی‌بخشی زنان برابر دانست. برخی زنان چندین دهه پیش از آن نیز سیگار می‌کشیدند، اما معمولاً در خلوت خود. این کاریکاتور طنز آلمانی در دههٔ ۱۸۹۰ این باور را نشان می‌دهد که در آن دوران، سیگار کشیدن از نظر گروهی از افراد، رفتاری غیرزنانه به‌شمار می‌رفت.

«مشعل‌های آزادی» (انگلیسی: Torches of Freedom) عبارتی بود که در اوایل قرن بیستم در جریان موج اول فمینیسم در ایالات متحده برای تشویق زنان به سیگار کشیدن به کار می‌رفت. این عبارت با بهره‌گیری از آرزوهای زنان برای زندگی بهتر، سیگار را به‌عنوان نمادی از رهایی و برابری با مردان معرفی می‌کرد. این اصطلاح را نخستین بار روان‌کاوی به نام آبراهام بریل برای توصیف تمایل طبیعی زنان به سیگار کشیدن به کار برد و ادوارد برنیز از آن برای تشویق زنان به سیگار کشیدن در ملأعام، علی‌رغم تابوهای اجتماعی، استفاده کرد. برنیز گروهی از زنان را استخدام کرد تا در رژهٔ عید پاک در ۳۱ مارس ۱۹۲۹، «مشعل‌های آزادی» خود را روشن کنند. این رویداد به‌عنوان لحظه‌ای مهم در شکستن موانع اجتماعی برای زنان سیگاری شناخته شد.

## تاریخچه

### سیگار کشیدن به‌عنوان عملی ناپسند برای زنان
پیش از قرن بیستم، سیگار کشیدن عادتی فاسد و نامناسب برای زنان تلقی می‌شد. در قرن هفدهم، نقاشان هلندی از سیگار به‌عنوان نمادی از حماقت انسان استفاده می‌کردند و در قرن نوزدهم، سیگار با «زنان سقوط‌یافته» و تن‌فروشان مرتبط دانسته می‌شد. سیگار کشیدن زنان عملی غیراخلاقی محسوب می‌شد و برخی ایالت‌ها برای جلوگیری از آن قوانینی وضع کردند. در ۱۹۰۴، زنی به نام جنی لشر به دلیل به خطر انداختن اخلاق فرزندانش با سیگار کشیدن در حضور آنها، به ۳۰ روز زندان محکوم شد. در ۱۹۰۸ شورای شهر نیویورک به اتفاق آرا قانونی را تصویب کرد که سیگار کشیدن زنان در اماکن عمومی را ممنوع می‌کرد. به همین ترتیب در ۱۹۲۱، لایحه‌ای برای ممنوعیت سیگار کشیدن زنان در ناحیهٔ کلمبیا مطرح شد. برخی گروه‌های زنان نیز علیه سیگار کشیدن زنان مبارزه می‌کردند. لیگ بین‌المللی تنباکو از فیلم‌سازان می‌خواست که زنان سیگاری را در فیلم‌ها نشان ندهند، مگر اینکه شخصیت آنها «بدنام» باشد. گروه‌های دیگری از زنان نیز از دختران جوان می‌خواستند تعهد دهند که هرگز از تنباکو استفاده نکنند. این گروه‌ها سیگار کشیدن را عملی غیراخلاقی و تهدیدی اجتماعی می‌دانستند. با این حال، در طول جنگ جهانی اول، زمانی که زنان مشاغل مردانی را که به جنگ رفته بودند بر عهده گرفتند، شروع به سیگار کشیدن کردند؛ هرچند که این کار هنوز تابو محسوب می‌شد. در این دوره، سیگار کشیدن به راهی برای به چالش کشیدن هنجارهای اجتماعی و مبارزه برای حقوق برابر با مردان تبدیل شد. در نهایت، سیگار برای زنان نماد «استقلال سرکش، جذابیت، اغواگری و فریبندگی جنسی» هم برای فمینیست‌ها و هم فلپرها شد.

### تبلیغات برای زنان

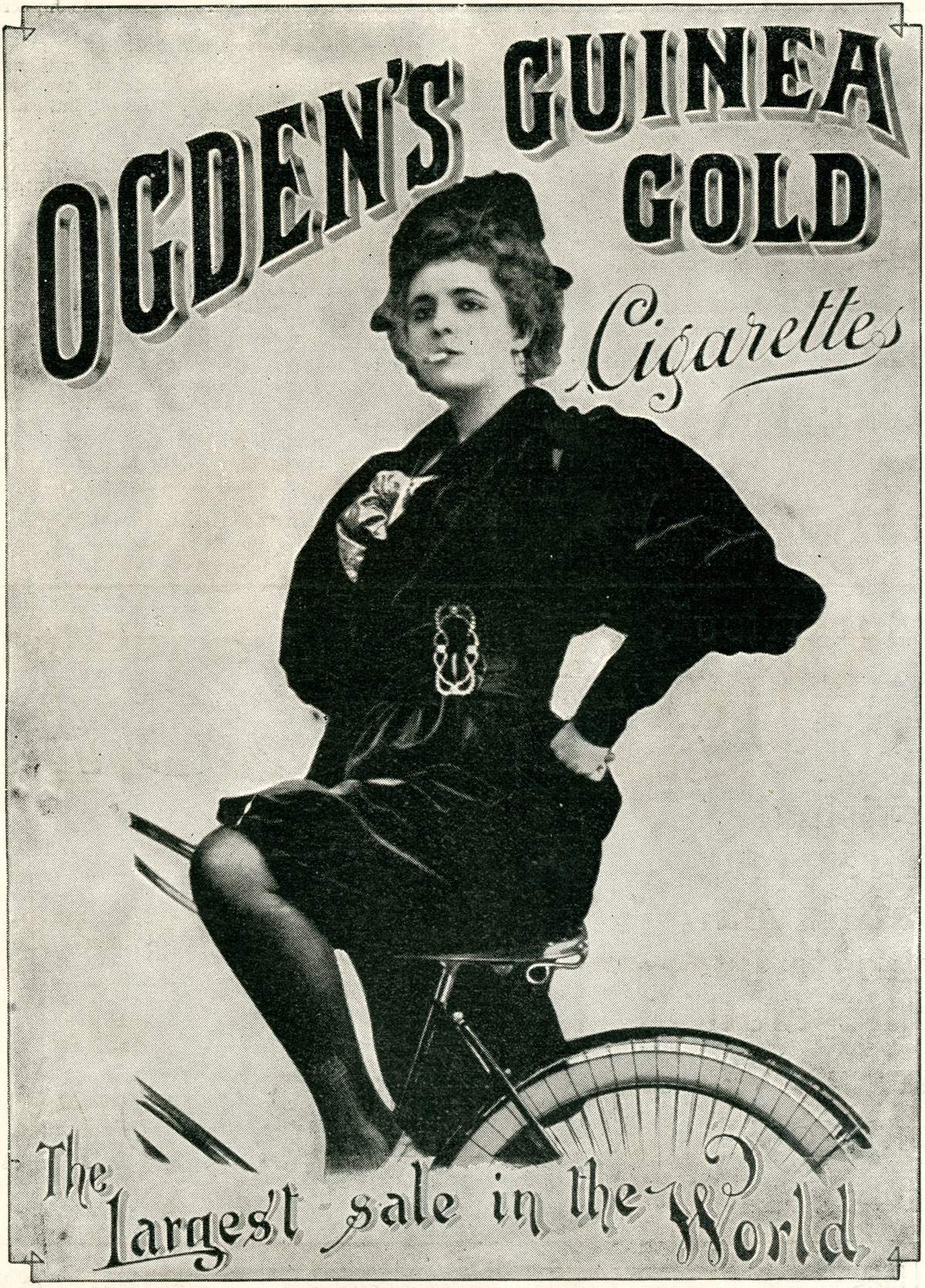
تبلیغ سیگار در سال ۱۹۰۰؛ هدف قرار دادن زنان راهبرد جدیدی نیست.

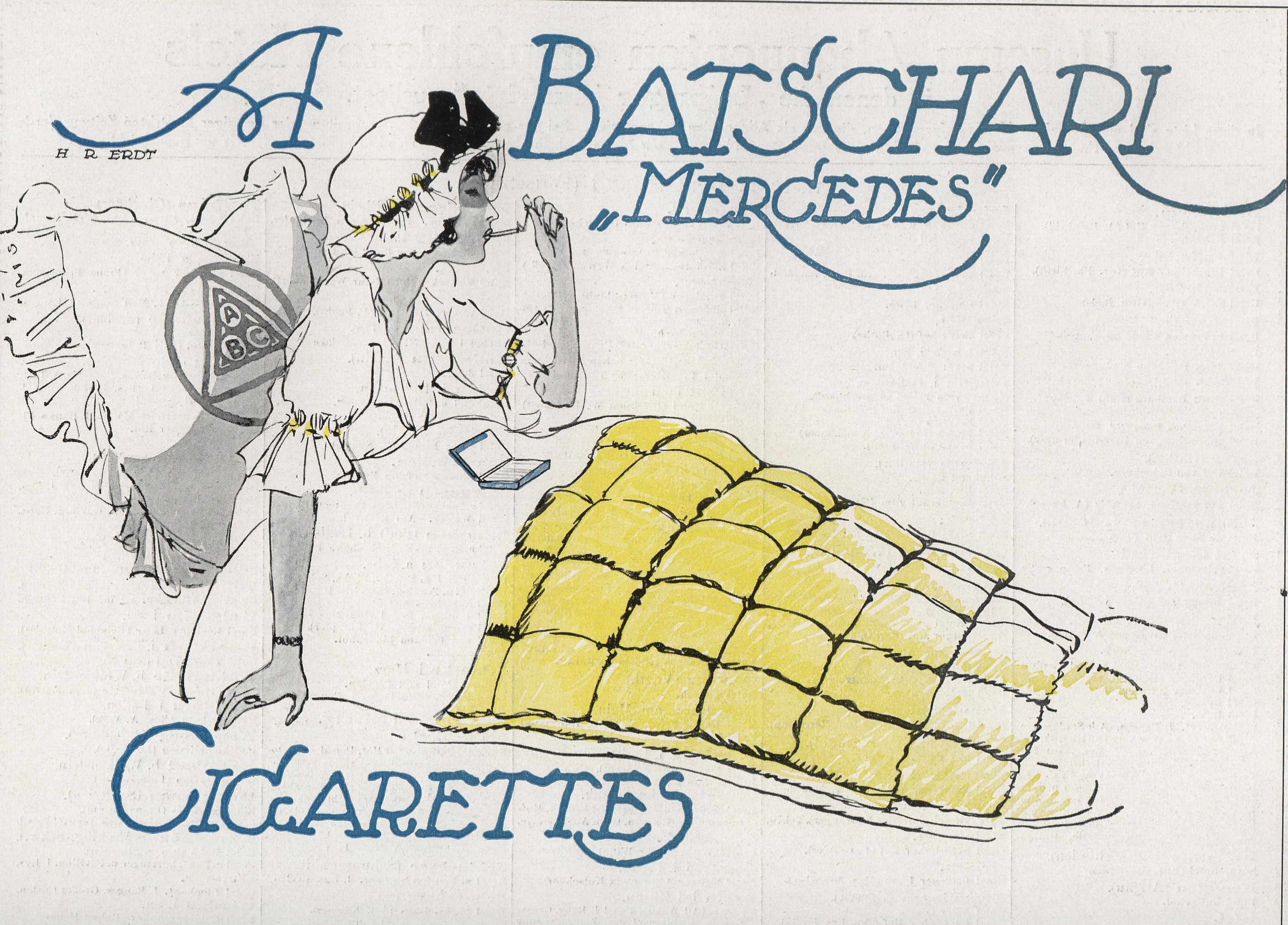
تبلیغی در سال ۱۹۱۴ که زنان را هدف قرار داده است. شرکت‌های تنباکو مدت‌هاست که بازار زنان را هدف قرار داده و آن را فرصتی برای رشد در نظر گرفته‌اند.

شرکت‌های تولید سیگار از اواخر دههٔ ۱۹۲۰ تبلیغات خود را به‌طور ویژه برای زنان آغاز کردند. در سال ۱۹۲۸، جرج واشینگتن هیل، رئیس شرکت دخانیات آمریکا، به پتانسیل بازاری که می‌توانست میان زنان پیدا شود پی برد و گفت: «این کار مثل باز کردن یک معدن طلا درست در حیاط خانه‌مان خواهد بود.» با این حال، برخی زنانی که از پیش سیگار می‌کشیدند، از دید دیگران نادرست سیگار می‌کشیدند. در سال ۱۹۱۹، مدیر یک هتل اظهار کرد: «زنان واقعاً نمی‌دانند با دود چه کنند. حتی نمی‌دانند چگونه سیگارشان را درست نگه دارند. در واقع کل این کار را خراب می‌کنند.» شرکت‌های تنباکو باید اطمینان حاصل می‌کردند که زنان هنگام سیگار کشیدن در ملأ عام مورد تمسخر قرار نگیرند؛ به همین دلیل، فیلیپ موریس حتی حامی مالی یک مجموعه سخنرانی با هدف آموزش زنان دربارهٔ «هنر سیگار کشیدن» شد.
برای افزایش تعداد زنان سیگاری، هیل تصمیم گرفت ادوارد برنیز را که امروزه به عنوان پدر روابط عمومی شناخته می‌شود، استخدام کند تا به او در جذب زنان سیگاری کمک کند. برنیز قصد داشت تابوی اجتماعی علیه سیگار کشیدن زنان در ملأ عام را از بین ببرد. او از روان‌کاو، آبراهام بریل، مشورت گرفت. بریل معتقد بود که سیگار کشیدن برای زنان امری طبیعی است، زیرا با تثبیت دهانی مرتبط است. او گفت: «امروزه رهاسازی زنان بسیاری از تمایلات زنانه‌شان را سرکوب کرده است. زنان زیادی همان کارهایی را انجام می‌دهند که مردان انجام می‌دهند. بسیاری از زنان بچه‌دار نمی‌شوند؛ آن‌هایی هم که می‌شوند، فرزندان کمتری دارند. ویژگی‌های زنانه کمرنگ شده‌اند. سیگار، که با مردان هم‌ارز دانسته می‌شود، به مشعل آزادی زنان تبدیل شده است.»
در سال ۱۹۲۹، برنیز تصمیم گرفت به زنان پول بدهد تا هنگام رژهٔ عید پاک در نیویورک، در ملأ عام سیگار بکشند و «مشعل‌های آزادی» خود را روشن کنند. این اقدام شوکی بزرگ بود؛ زیرا تا آن زمان، زنان فقط در مکان‌های خاصی مانند خانه‌های خود مجاز به سیگار کشیدن بودند. برنیز هنگام انتخاب زنان برای راهپیمایی بسیار دقت داشت، زیرا «آن‌ها باید خوش‌چهره باشند، اما نه در حدی که مثل مدل‌ها به نظر برسند.» او عکاسان خود را استخدام کرد تا تصاویر باکیفیتی از این رویداد تهیه و در سراسر جهان منتشر شود. روث هیل، فمینیست مشهور، نیز زنان را به شرکت در این راهپیمایی تشویق کرد و گفت: «زنان! مشعل دیگری از آزادی را روشن کنید! با تابوی جنسی دیگری مبارزه کنید!» پس از انتشار فیلم‌ها و عکس‌های راهپیمایی زنان، این اقدام به‌عنوان یک اعتراض برای برابری دیده شد و بحث‌های گسترده‌ای را در سراسر کشور برانگیخت. هدف قرار دادن زنان در تبلیغات تنباکو سبب افزایش نرخ سیگار کشیدن در میان زنان شد. در سال ۱۹۲۳، زنان تنها ۵٪ از سیگارهای فروخته‌شده را خریداری می‌کردند. این رقم در ۱۹۲۹ به ۱۲٪، در ۱۹۳۵ به ۱۸٫۱٪ و در ۱۹۶۵ به ۳۳٫۳٪ افزایش یافت و تا ۱۹۷۷ در همین سطح باقی ماند.

## رونق دوباره در دههٔ ۱۹۹۰

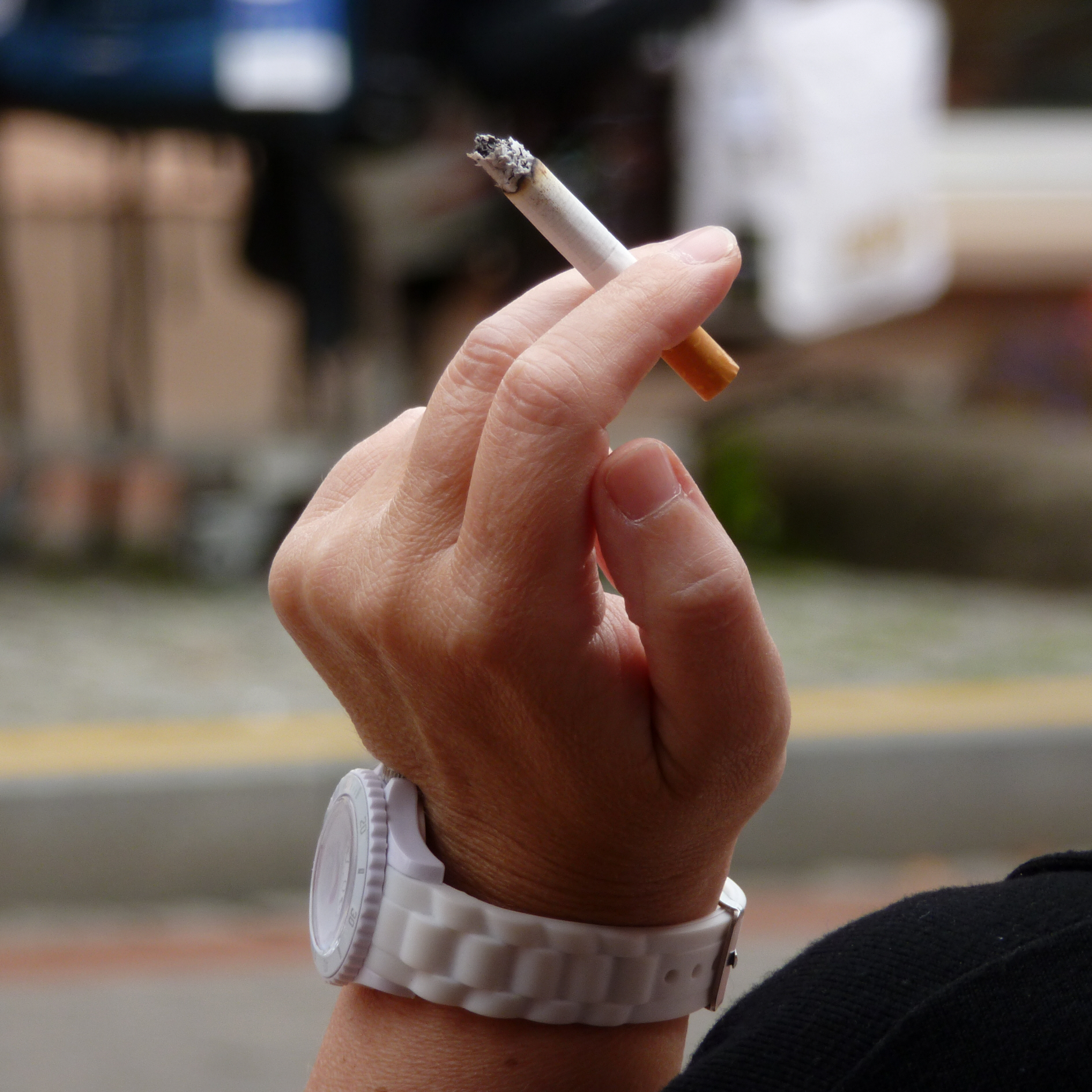
ایدهٔ «مشعل‌های آزادی» در دههٔ ۱۹۹۰ بار دیگر احیا شد و این بار فراتر از مرزهای آمریکا — که در آن تبلیغات تنباکو به‌طور فزاینده‌ای با محدودیت‌های بیشتری روبه‌رو شده بود — گسترش یافت.

در دههٔ ۱۹۹۰، شرکت‌های تنباکو همچنان سیگار را به‌عنوان «مشعل‌های آزادی» تبلیغ می‌کردند، زیرا به دنبال گسترش بازارهای خود در سراسر جهان بودند. برندهایی مانند ویرجینیا اسلیمز همچنان ایدهٔ مدرنیته و آزادی را در بازارهای جدید مطرح می‌کردند. استفاده از این تصویرسازی در تبلیغات سیگار، به‌طور ویژه زنان کشورهایی را هدف قرار داده است که در آنها زنان در حال دستیابی به برابری و آزادی بیشتر هستند.
تصاویری که در کارزارهای تبلیغاتی استفاده می‌شوند، بسته به منطقه متفاوت هستند. در اسپانیا برای جذب زنان جوان، از تصاویری از زنان در مشاغل مردانه، مانند خلبان جنگنده، استفاده می‌شود. نرخ سیگار کشیدن در میان زنان جوان این کشور از ۱۷٪ در سال ۱۹۷۸ به ۲۷٪ در سال ۱۹۹۷ افزایش یافت. شرکت‌های تنباکو همچنین از سیگار به‌عنوان نماد رهایی‌بخشی در اروپای شرقی و مرکزی استفاده می‌کنند، جایی که سیگار به‌عنوان نمادی از آزادی غربی نمایش داده می‌شود. در دههٔ ۱۹۹۰، آلمان یکی از اهداف اصلی تبلیغات سیگار بود و میان سال‌های ۱۹۹۳ تا ۱۹۹۷، نرخ سیگار کشیدن در میان زنان ۱۲ تا ۲۵ ساله از ۲۷٪ به ۴۷٪ افزایش یافت؛ درحالی‌که افزایش مصرف سیگار در میان مردان همین گروه سنی به‌مراتب کمتر بود.
در ژاپن، سیگارهای مختلفی که برای زنان تبلیغ شده‌اند، آنها را به خاص بودن و منحصربه‌فرد بودن تشویق کرده‌اند. طبق بررسی وزارت بهداشت و رفاه ژاپن، میزان سیگار کشیدن زنان در این کشور میان ۱۹۸۶ تا ۱۹۹۹ از ۱۰٫۵٪ به ۲۳٫۲٪ افزایش یافت. در آفریقای جنوبی، تبلیغات سیگار زنان سیاه‌پوست را در حال عبور از موانع نژادی و پذیرش سیگار از مردان سفیدپوست به تصویر کشیده است. در هند نیز زنان در لباس‌های غربی همراه با سیگار، به‌عنوان نشانه‌ای از آزادی و تحرک اجتماعی نمایش داده شده‌اند. در آسیا، سیگار کشیدن زنان به‌تدریج پذیرفته‌تر شده و این امر به افزایش تقاضا منجر شده است. شرکت‌های تنباکو در سراسر جهان، سیگار را به‌عنوان نماد تحرک اجتماعی، برابری جنسیتی و آزادی تبلیغ می‌کنند. تأثیرات این تبلیغات را می‌توان در افزایش تعداد زنانی که در سال‌های اخیر شروع به سیگار کشیدن کرده‌اند، مشاهده کرد.